# Сан Микеле (езеро)
Езерото Сан Микеле, букв. езеро Св. Михаил (на италиански: Lago San Michele, Лаго ди Сан Микеле) е езеро на територията на град Ивреа, Метрополен град Торино, регион Пиемонт, Северна Италия. Намира се на около 53 км от град Торино.

## Характеристики
Езерото Сан Микеле принадлежи към „Петте езера на Ивреа (наред с езерата Сирио, Черното езеро (Лаго Неро), Пистоно и Кампаня) и е най-малкото от тях. То има водна площ от 0,07 km², басейн от 0,7 km² и се намира на 238 m надм. височина.
Езерото представлява интерес от зоологическа, геоложка и ботаническа гледна точка. На юг, в съседство с него, се намира панорамно място, от което се стига до Параклиса на Тримата влъхви, разположен на хълма Монте Стела и датиращ от XI век.
Част от площта около езерото е включена в парка Полвериера (Parco della Polveriera) на Община Ивреа. Районът на парка се намира в рамките на най-големия моренов амфитеатър в Европа и се характеризира с високо биоразнообразие, като предлага интересни идеи за натуралистични и геоложки наблюдения. Паркът е разположен по периметъра на Местообитание от интерес за Общността „Езера на Ивреа“ (код: IT1110021), създадено в съответствие с Директива 92/43 /ЕИО „Хабитат“. В периода 1997 – 2015 г. в парка се помещава Териториалният център за екологично образование, координиран от Факултета по Науки за Земята на Торинския университет и неговия GeoDidaLab, както и от местни асоциации като Сера Морена (Serra Morena). В Полвериера има конферентна зала, предназначена за курсове, лекции, семинари и др. Провеждат се и различни събития като Празник на пролетта. При определени събития се предлага възможност за каране на кану, северно ходене, излети с планински велосипед или пеша, и др.
В бъдеще езерото, заедно с останалите 4 езера на Ивреа, ще бъде включено в Природния парк на Петте езера на Ивреа (Parco naturale dei Cinque Laghi di Ivrea) под ръководството на Метрополен град Торино.
Покрай северния бряг на езерото минава класическата за Пиемонт „Бегачна обиколка на Петте езера“, която достига 42-рото си издание през 2019 г. Това е състезание за аматьори в района на Петте езера на Ивреа с пробег от 25 км по асфалтирани и неасфалтиран пътища, през гори и порфир.

## Геология
Подобно на другите езера в района става въпрос за ледниково езеро, образувано от изтеглянето на ледника на Балтеа. То е разположено в рамките на Мореновия амфитеатър на Ивреа и неговото образуване е тясно свързано с геоложката история на този забележителен моренов релеф.

## Любопитно
Езерото периодично „почервенява“ от токсични водорасли (Planktothrix rubescens), което принуждава Oбщина Ивреа да налага забрана за плуване и риболов. Явлението се причинява от излишък на азот и фосфор при нормалния процес на еутрофикация на езерото, т.е. при създаване на растителни и хранителни вещества, които обаче могат да станат, както е в случая, прекомерни. Към 2018 г. все още не е намерено решение на проблема, макар че регион Пиемонт е отпуснал повече от 1 млн. евро за защита на водните басейни в региона.